# Васильков, Игорь Юрьевич
И́горь Ю́рьевич Василько́в (10 апреля 1964 — 5 сентября 2014) — советский и российский журналист, теле- и радиоведущий, актёр.

## Биография
Родился 10 апреля 1964 года в городе Калининград Московской области. Сын совестских журналистов Юрия Викторовича и Инны Александровны Васильковых.
Окончил международное отделение факультета журналистики МГУ имени М. В. Ломоносова (1981—1986).
Работал в ТАСС при Совете Министров СССР. Был корреспондентом, старшим редактором, ответственным выпускающим молодёжной редакции. В 1988 году работал ведущим утренней программы «Молодёжный канал» радиостанции «Юность». В 1989 году работал ведущим программы «Вечерний курьер» той же радиостанции. В 1989 году приглашен на работу в качестве главного сменного редактора в созданную тогда оппозиционную радиостанцию «Радио России».
С 1990 года по 2008 год работал в телевизионной компании «Авторское телевидение». Был редактором программы «Мы», которую вёл В. В. Познер. Был ведущим и редактором программ «Однако», «Выбор-2000», «Понятно», «Иванов, Петров, Сидоров» на канале ОРТ, «Иванов, Петров, Сидоров и другие» на канале РТР, «Акуна Матата», «Сто вопросов к взрослому», «Семейные страсти», «Вместе», «Пресс-клуб» и многих других. В 2006 году был продюсером и ведущим телевизионного канала «Ретро ТВ».
С 1993 по 2008 гг. был ведущим и руководителем программы «Времечко». Автор документальных фильмов — «Операция „Бесамемучо“», «Наша АББА», «Наша Феличита», «Да здравствует рок-н-ролл», «Наша Франция» (автор и режиссёр), «Другое „золотое кольцо“», «Апокалипсис 2012» и других. Лауреат премии Союза журналистов России. Лауреат премии Союза журналистов Москвы. Член Академии Российского телевидения.
С 2008 по 2014 гг. был ведущим на радио Сити ФМ («Кухня новостей», «Васильковое воскресенье»).
Игорь Васильков скончался 5 сентября 2014 года на 51-м году жизни в НИИ им. Склифосовского после продолжительной борьбы с онкозаболеванием. Похоронен в Москве на Раевском кладбище рядом с отцом.

## Семья
Отец — Юрий Викторович Васильков (1937—2007), советский журналист. Похоронен в Москве на Раевском кладбище.
Мать — Инна Александровна Василькова, советский журналист.
Жена — Елена Леонидовна Василькова
- Сын — Егор Игоревич Васильков (род. 1990)
- Сын — Иван Игоревич Васильков (род. 1996).

## Актёр
- 2008 год — сериал «Мент в законе», фильм 1 «Судья и палач»
- 2007 год — сериал «Спецгруппа», фильм 8 «Провокация»
- 2006 год — сериал «Телохранитель» фильм 3 «Красный дед»